# アレクサンドラ・フランティ
アレクサンドラ・フランティ（Alexandra Frantti、1996年3月3日 - ）は、アメリカ合衆国の女子バレーボール選手である。ポジションはアウトサイドヒッター。アメリカ合衆国代表。

## 来歴
イリノイ州ハイランドパーク出身。リッチモンド・バートン高校を卒業し、2014年にペンシルベニア州立大学に進学した。ルーキーイヤーにAVCA（全米バレーボールコーチ協会）のフレッシュマン・オブ・ザ・イヤーに選出される活躍をみせた。

### クラブチーム
大学卒業後はスロベニアのCalcit Volleyと契約。2018/19シーズンはフランスリーグのASPTT Mulhouseに加入し。中心選手として活躍し、リーグではベストレシーバー賞を受賞した。2019/20シーズンはKS Developres Bella Dolina Rzeszówに移籍し、リーグ準優勝に貢献し、ベストスパイカー、ベストサーバー賞を受賞した。2020/21シーズンからはイタリアセリエAのキエーリ'76・バレーボールでプレーした。2022/23シーズンはセリエA1のカザルマッジョーレでプレーし、リーグ6位の成績で終えた。2023/24シーズンはトルコリーグのワクフバンクSKと契約した。

### 代表チーム
2021年、アメリカ代表に初選出され、同年の北中米選手権で代表デビューを果たした。2022年のネーションズリーグに出場した。同年9-10月の世界選手権に出場し4位となった。2023年、パリ五輪予選に出場した。

## 球歴
- 世界選手権 - 2022年
- オリンピック予選 - 2023年
- ネーションズリーグ - 2022年、2023年、2024年

## 受賞歴
- 2019年 - 2018/19フランスリーグ ベストアウトサイドヒッター賞

## 所属クラブ
- ペンシルベニア州立大学
- Calcit Volley（2017-2018年）
- ASPTT Mulhouse（2018-2019年）
- KSディヴェロプレス・ジェシュフ（2019-2020年）
- キエーリ'76・バレーボール（2020-2022年）
- カザルマッジョーレ（2022-2023年）
- ワクフバンクSK（2023年-）